# خانقاه (أذر شهر)
خانقاه هي قرية في مقاطعة أذر شهر، إيران. عدد سكان هذه القرية هو 1,388 في سنة 2006.